# Electric Sound Products

Логотип ESP

Electric Sound Products (ESP) (англ. Electric Sound Products) — японская компания, которая производит гитары, расположена в Токио (Япония) и Лос-Анджелесе (США).

## История компании
Компания была основана японцем Хисатакэ Сибуей в 1975 году как цепочка музыкальных магазинов в Японии. В 1983 году ESP начала выпускать части для замены. Также они начали делать гитары на заказ вручную в 1985 году.

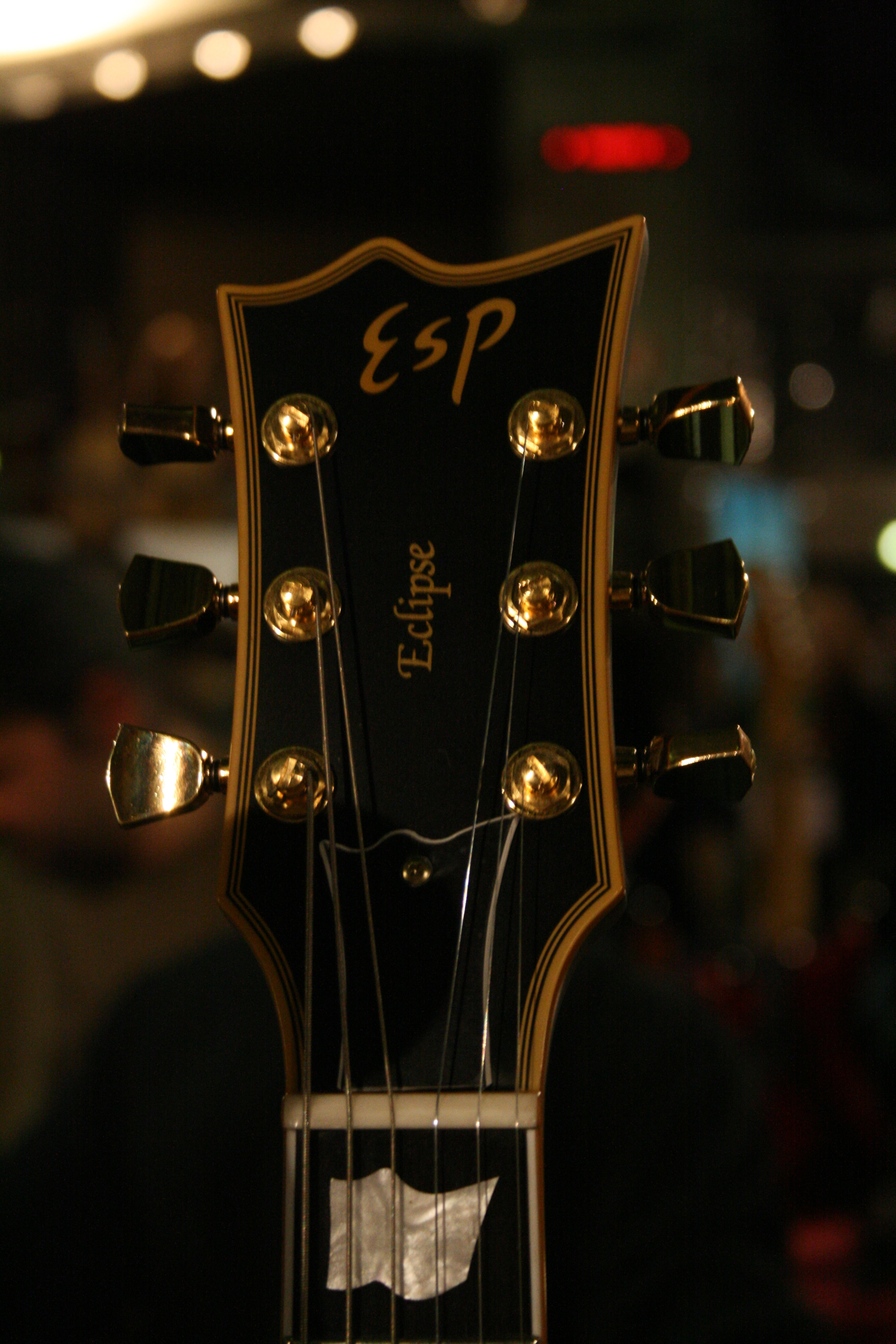
Голова грифа ESP Eclipse/VIPER

В начале 1980-х годов компания ESP решила выйти со своей продукцией на мировой рынок, прежде всего в США, на родину электрогитары. В Нью-Йорке на Манхэттене открылось представительство ESP. Как раз в то время тяжёлая музыка становилась всё более популярной, и поворотным моментом для ESP явилось сотрудничество с Джорджем Линчем из группы Dokken. В своём мировом турне он играл на оригинальных моделях гитар, разработанных ESP, в том числе на известной модели Kamikaze, после чего о гитарах ESP узнали во всём мире, а бренд ESP стал ассоциироваться с электрогитарой для рок-музыки. Кроме американского отделения, с середины 80-х до начала 1990-х годов в немецком городе Дюссельдорфе работало европейское представительство ESP, благодаря чему многие европейские музыканты продолжают сотрудничать с ESP и по сей день.
К ESP пришла известность, когда их продукцию начали приобретать гитаристы, впоследствии прославившиеся как исполнители в стилях трэш- и дэт-метал, а также других направлений экстремальной музыки.

## Музыканты, играющие на гитарах и бас-гитарах ESP
- Полный список на официальном сайте
- Список музыкантов СНГ на официальном сайте в России